# Teodoro García Egea
Teodoro García Egea, né le 27 janvier 1985, est un homme politique espagnol membre du Parti populaire (PP).
Il devient député de la circonscription de Murcie en janvier 2012.

## Biographie

### Vie privée
Il est marié et père d'une fille.

### Profession
Il est titulaire d'un doctorat en ingénierie. Il est ingénieur des télécommunications, professeur d'université et membre du conseil mondial de l'Énergie.

### Carrière politique
Le 20 novembre 2011, il est élu député pour Murcie au Congrès des députés et réélu en 2015 et 2016.